# Bob Backlund
Robert Backlund (nascido a 14 de Agosto de 1949) é um ex-lutador de wrestling profissional e ator estadunidense que  trabalhou para a WWE no programa Raw como manager de Darren Young.. Durante a sua carreira no wrestling, que teve mais de 30 anos, Backlund tornou-se por duas vezes WWF Champion e por uma vez WWF Tag Team Champion com Pedro Morales. Também é político, mas teve uma tentativa sem sucesso de entrar no Congresso dos Estados Unidos em 2000.

## No wrestling
- Finishers e ataques secundários
  - Atomic Knee Drop (Diving knee drop) – 1973–1978
  - Atomic Spinecrusher (Atomic drop)
  - Crossface chickenwing
  - Half nelson bridging cradle
  - Backslide
  - Múltiplas variações de suplex

- Managers
  - Arnold Skaaland

- Foi manager de
  - The Sultan
  - Kurt Angle
  - Darren Young

## Títulos e prêmios
- Championship Wrestling from Florida
  - NWA Florida Tag Team Championship (1 vez) – com Steve Keirn[4]

- Georgia Championship Wrestling
  - NWA Georgia Tag Team Championship (1 vez) – com Jack Brisco[5]

- NWA Western States Sports
  - NWA Western States Heavyweight Championship (3 vezes)[6]

- Pro Wrestling Illustrated
  - PWI Match of the Year (1978) vs. Billy Graham on February 20[7]
  - PWI Match of the Year (1982) vs. Jimmy Snuka in a cage match on June 28[8]
  - PWI Most Hated Wrestler of the Year (1994)[9]
  - PWI Most Inspirational Wrestler of the Year (1977)[10]
  - PWI Most Inspirational Wrestler of the Year (1981)[11]
  - PWI Rookie of the Year (1976)[12]
  - PWI Wrestler of the Year (1980)[13]
  - PWI Wrestler of the Year (1982)[14]
  - PWI o colocou como # 7 dos 500 melhores lutadores durante a PWI 500 de 2003.

- Professional Wrestling Hall of Fame and Museum
  - Modern Era (Classe de 2008)[15]

- St. Louis Wrestling Club
  - NWA Missouri Heavyweight Championship (1 vez)[16]

- World Wide Wrestling Federation / World Wrestling Federation / WWE
  - WWF Tag Team Championship (1 vez) – com Pedro Morales[17]
  - WWWF/WWF Championship (2 vezes)[18]
  - Hall da Fama da WWE (Classe de 2013)

- Wrestle Association R
  - WAR World Six-Man Tag Team Championship (1 vez) – com Scott Putski e The Warlord[19]